# Dileptidae
Famille
Les Dileptidae sont une famille de Ciliés de la classe des Litostomatea et de l’ordre des Dileptida.

## Étymologie
Le nom de la famille vient du genre type Dileptus, dérivé du chiffre grec di (deux) et de l'adjectif grec leptos, « mince, élancé », en référence aux deux extrémités rétrécies du corps de ce cilié.

## Liste des genres
Selon GBIF (22 juin 2023) :
- Apodileptus
- Dileptus Dujardin, 1841
- Monilicaryon Jankowski, 1967
- Paradileptus Wenrich, 1929
- Pelagodileptus Foissner, Berger & Schaumburg, 1999
- Pseudomonilicaryon Foissner, 1997
- Trachelius Schrank, 1803

## Systématique
Le nom valide de ce taxon est Dileptidae Jankowski, 1980.
La position taxonomique du genre type Dileptus est encore incertaine, en effet GBIF (2 juillet 2023) classe aussi ce genre dans la famille des Tracheliidae.